# دمأب بهارة تشين (تشين)
دمأب بهارة تشین (بالفارسية: دمآب بهاره چین) هي قرية تقع في إيران في قسم تشین الريفي. يقدر عدد سكانها بـ 175 نسمة .